# 沙斯科湖
沙斯科湖是黑山的湖泊，位於該國南部，由烏爾齊尼負責管轄，毗鄰與阿爾巴尼亞接壤的邊境，長3公里、寬1.4公里，面積3.64平方公里，海拔高度1米，最大水深7.8米。
因为生态环境类似，该湖又被称作“小斯库台湖”。

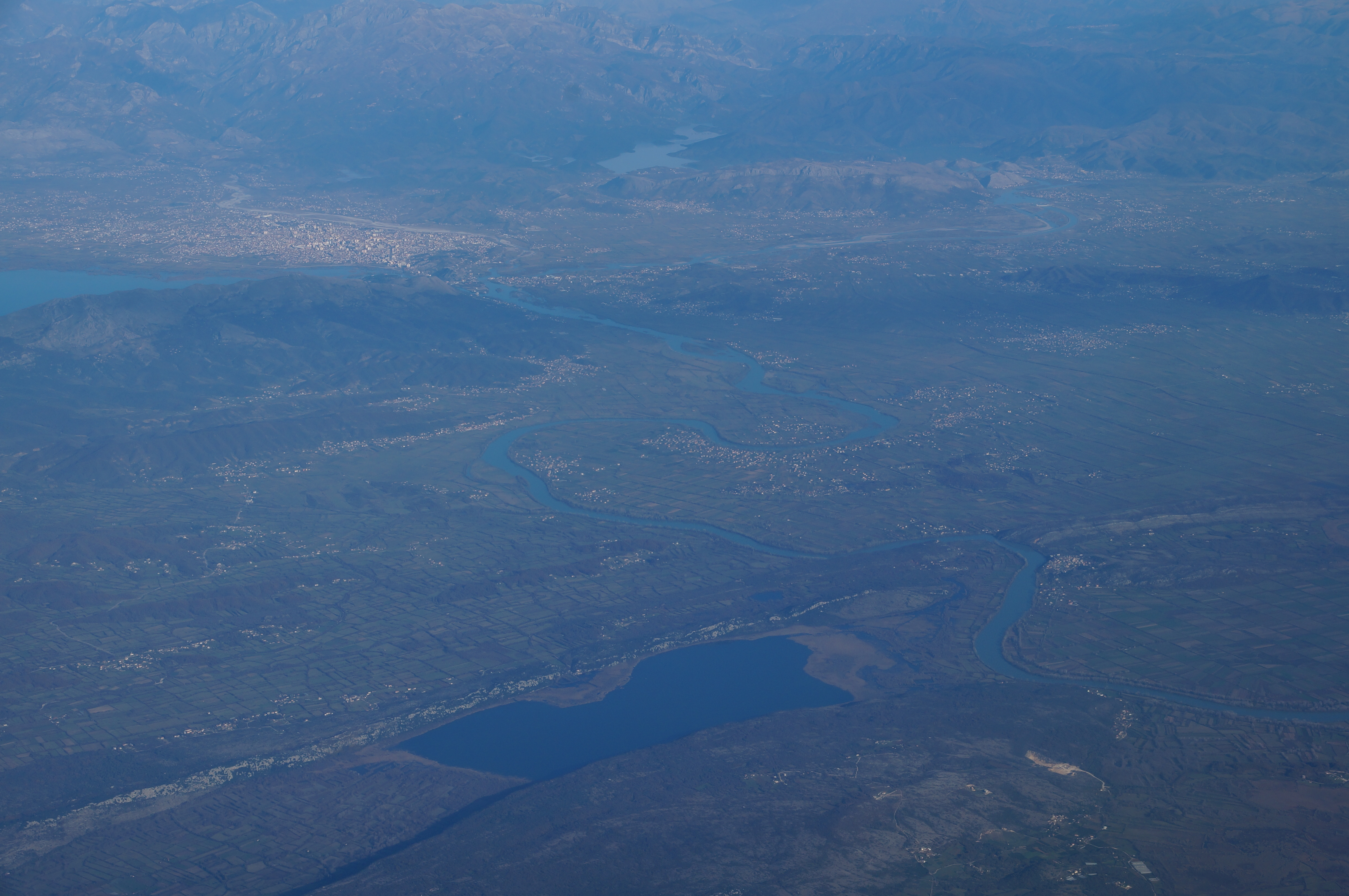
高空俯瞰沙斯科湖（圖下）